# Ирокез (причёска)

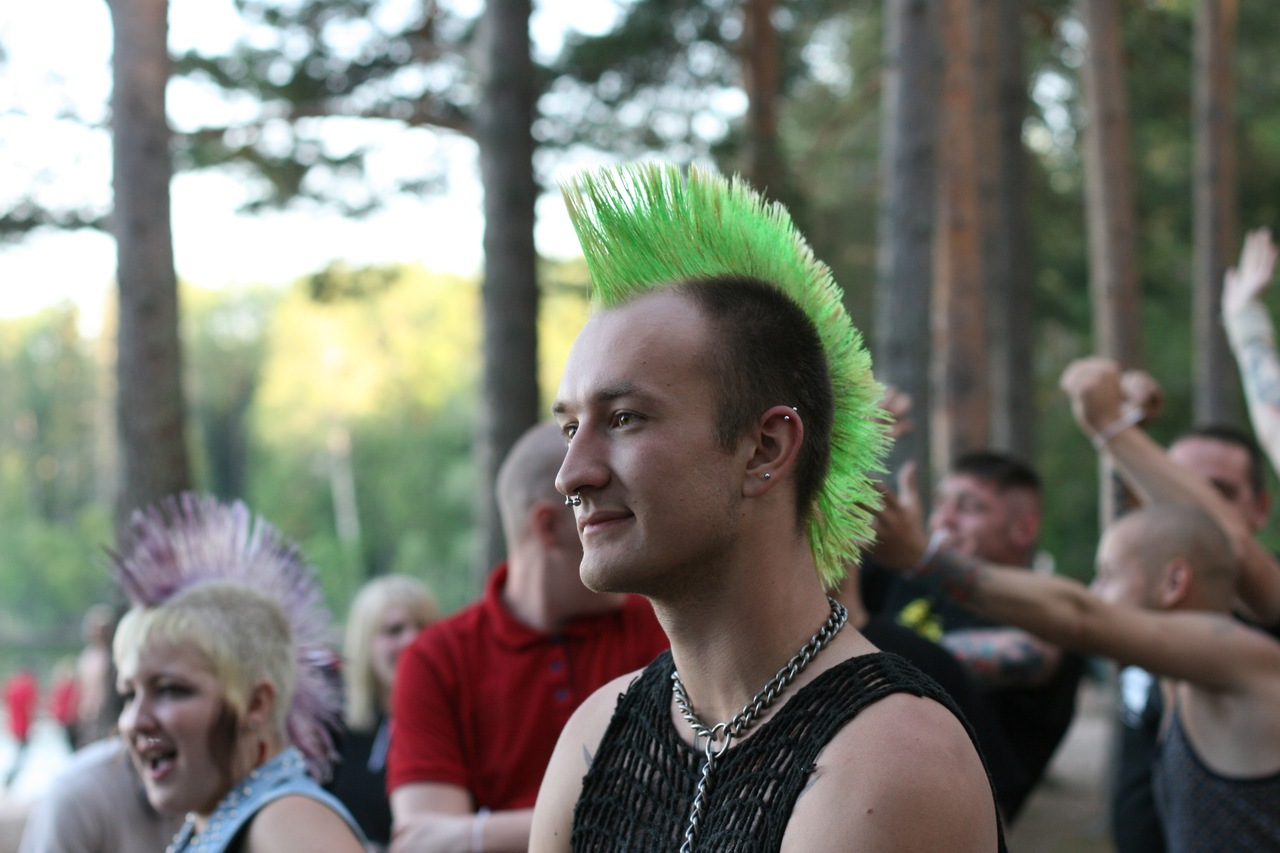
Ирокез у панка

Ироке́з — причёска, популярная в субкультуре панков и го́тов первой волны. Хотя названа по племени ирокезов, однако это наименование не соответствует действительности: индейцы не вздымали скальповую прядь в высокий и узкий гребень, используя лак для волос. Впервые «ирокез» стал носить шотландский певец, лидер группы The Exploited Уотти Бьюкэн, после чего это переняли многие панк-рок музыканты и фанаты этого направления. В английском языке более известна как mohawk (мохок — название одного из ирокезских племён), в Англии также mohican (могиканин). В идеологии панка «ирокез» является символом борьбы против навязываемых обществом стереотипов [уточнить].
Позднее эту причёску заимствовали готы. Готический ирокез был шире традиционного.